# OJAD (企業)
株式会社OJAD（オジャド）は、沖縄県名護市に本社を置く企業。上場支援・コンサルティング業務を行う。旧社名は株式会社OKINAWA J-Adviser（おきなわジェイアドバイザー）。

## 沿革
- 2010年9月16日：TOKYO AIM取引所と沖縄県産業振興公社が提携合意[2]。
- 2011年10月：沖縄県産業振興公社として、前身である沖縄県委託事業「沖縄J-Nomad設立可能性調査事業」を受託運営開始（2012年3月まで）。
- 2012年
  - 4月：沖縄県産業振興公社として、沖縄県委託事業「沖縄型上場基盤整備促進支援事業」を受託運営[3]。これが実質的に株式会社OKINAWA J-Adviserの設立準備事業となる[4]。
  - 7月30日：株式会社OKINAWA J-Adviserを設立。
  - 11月1日：東京証券取引所より「J-Adviser」認定承認。
- 2019年
  - 7月31日：「J-Adviser lisence」を返納。
  - 8月1日：株式会社OJADへ社名変更。

## 上場支援実績
- 株式会社碧（証券コード3039）：2013年6月4日上場[5]
- 中央インターナショナルグループ（証券コード7170）：2014年7月14日上場[6]
- シンプレクス・ファイナンシャル・ホールディングス（証券コード7176）：2015年1月27日上場[7]
- 株式会社デンタス（証券コード6174）：2015年9月11日上場
- WBFリゾート沖縄（証券コード6179）：2015年10月15日上場
- クボデラ株式会社（証券コード9261、木材卸売業）[8]2017年10月17日上場
  - 2021年12月9日付で上場廃止[9]
- global bridge HOLDINGS（証券コード6557）：2017年10月17日上場